# Kong Lear af Britannien
 For alternative betydninger, se Kong Lear. (Se også artikler, som begynder med Kong Lear)
Kong Lear var en walisisk sagnkonge over briterne, hvis historie bliver beskrevet af Geoffrey of Monmouth i hans pseudohistoriske værk Historia Regum Britanniae fra omkring 1136. Ifølge Geoffreys genealogi for det britiske dynasti, så regerede Lear i 700 f.v.t. omkring tidspunkt hvor Rom blev grundlagt.
Historien fortæller, at han er en aldrende konge, der uforvarende skubber sin elskede yngste datter fra sig, da hun nægter at skamrose ham for hans gerninger, som hendes søstre gør det.
Først for sent erfarer han, at kun den yngste datter talte sandt, og at hun i virkeligheden elskede ham højest og dybest.
Historien blev senere modificeret og genfortalt af William Shakespeare i hans tragedie Kong Lear.